# Estézargues
Estézargues ist eine französische Gemeinde mit 605 Einwohnern (Stand 1. Januar 2022) im Département Gard in der Region Okzitanien.

## Geografie
Die Gemeinde liegt zwischen dem 26 Kilometer entfernten Nîmes und dem 16 Kilometer entfernten Avignon. Das Gemeindegebiet ist in Nord-Süd-Richtung sehr lang gestreckt. Nachbargemeinden sind Valliguières im Norden, Théziers im Süden, Saint-Hilaire-d’Ozilhan und Fournès im Westen und Domazan und Rochefort-du-Gard im Osten.

## Geschichte
Funde von Feuerstein (1800 vor Christus) und alten Vasen lassen darauf schließen, dass das Gebiet bereits seit der Frühgeschichte besiedelt war. Das Dorf entstand später aus mehreren benachbarten Bauernhöfen. Eine Darstellung von Bacchus und Ariadne aus dem 2. oder 3. Jahrhundert wurde 1896 bei Estézargues gefunden. Seit 1620 erschien das Dorf unter seinem heutigen Namen.

### Bevölkerungsentwicklung
| Jahr      | 1962 | 1968 | 1975 | 1982 | 1990 | 1999 | 2008 | 2017 |
| Einwohner | 196  | 200  | 213  | 228  | 276  | 384  | 448  | 579  |

## Sehenswürdigkeiten
- Kirche aus dem 12. Jahrhundert (im 14. Jahrhundert befestigt)
- Brunnen und Waschhaus[1]

## Wirtschaft
Die Rebflächen in der Gemeinde gehören zu den Weinanbaugebieten Côtes du Rhône und Côtes du Rhône Villages.